# Meta-Historical
Meta-Historical è l'album collaborativo tra il rapper statunitense KRS-One e il produttore hip hop statunitense True Master, beatmaker affiliato al Wu-Tang Clan. Pubblicato il 31 agosto 2010, è distribuito da Fat Beats.

## Recensioni
| Recensione | Giudizio |
| ---------- | -------- |
| RapReviews | [ 2 ]    |
| HipHopDX   | [ 3 ]    |

L'album ottiene recensioni miste. HipHopDX gli assegna tre stelle su cinque, mentre Matt Jost di RapReviews lo stronca con una recensione pesantemente negativa (4/10): «la prospettiva di uno scambio culturale tra il tempio Shaolin di Staten Island e il Tempio dell'Hip Hop è comunque interessante. C'è stato un tempo in cui True Master era in competizione con 4th Disciple per essere l'erede al trono di RZA. C'è stato anche un tempo in cui i testi di KRS-One hanno lasciato impressioni che durano fino ad oggi» citando The Train Pt. 2 di Big Boi, dove l'ex Outkast omaggia KRS-One. Secondo Jost, «Meta-Historical rende quei giorni molto lontani», concludendo che l'album è un fallimento e finisce in profondità nella metà inferiore della discografia del rapper.

## Tracce
Testi di Lawrence Parker, musiche di True Master.
1. Intro – 0:53
2. Murda You – 3:59
3. Madonna and Child (Skit) – 0:36
4. Unified Field (featuring Dr. Oyibo) – 3:25
5. Gimme Da 90's – 2:27
6. Revelation (Skit) – 1:04
7. Knowledge Reigns Supreme – 2:29
8. My Mind (Skit) – 0:33
9. Palm & Fist – 2:40
10. One of Them Days – 3:28
11. Ancient Hip Hop (Skit) – 0:56
12. Old School Hip Hop (featuring Jersey) – 3:42
13. Naga (Skit) – 1:11
14. One Two, Here's What We Gon' Do (featuring RZA) – 2:27
15. Freeman (Skit) – 0:50
16. Meta-Historical – 3:50
17. The Struggle (Skit) – 0:59
18. Street Rhymer (featuring Cappadonna) – 2:48
19. He's Us (featuring True Master) – 3:03
20. Outro – 1:13

Durata totale: 42:33

## Classifiche

### Classifiche settimanali
| Classifica (2010)         | Posizione massima |
| ------------------------- | ----------------- |
| US Top Rap Albums         | 24                |
| US Top R&B/Hip-Hop Albums | 57                |